# Sakura nagashi
Sakura nagashi (桜流し?) è un brano musicale della cantante giapponese Utada Hikaru, pubblicato come singolo il 16 novembre 2012 in formato digitale e il successivo 26 dicembre in un DVD contenente il videoclip della canzone. È l'unica composizione inedita realizzata dalla cantante nel suo periodo di pausa dalla sua carriera musicale, iniziato nel 2010.
Il brano è stato successivamente inserito nel nono album di inediti di Utada Hikaru, Fantôme, del 2016.

## Video musicale
Il videoclip della canzone è stato diretto dalla regista giapponese Naomi Kawase ed è reso disponibile gratuitamente in versione integrale su YouTube dal novembre 2012 per tre giorni in occasione dell'uscita del film Evangelion: 3.0 You Can (Not) Redo, terzo della serie Rebuild of Evangelion, per poi essere ritirato in questa versione lunga e sostituito con una versione più breve. La copertina è stata disegnata dal character designer del film Yoshiyuki Sadamoto, e presenta un ritratto di profilo della cantante su un paesaggio invernale; la copertina del DVD consiste invece in un fotogramma del videoclip con il sole che filtra fra i rami.
Al contrario della copertina del singolo digitale, il videoclip non mostra la cantante (è il terzo videoclip in cui la cantante non appare dopo Beautiful World e Kiss & Cry, tutti e tre legati ad anime), ma immagini legate alla nascita, come paesaggi con fiori appena sbocciati, disegni di bambini e un neonato allattato dalla madre.
In occasione dell'uscita dell'album Fantôme, nel settembre 2016 viene pubblicato un nuovo video ufficiale per la canzone, diretto da Yoshizaki Hibiki.

## Tracce
Testi di Utada Hikaru, musiche di Utada Hikaru e Paul Carter.
Download digitale
1. Sakura nagashi - 4:41
2. Sakura nagashi (Instrumental) - 4:40

DVD
1. Sakura Nagashi (Music Video)

## Classifiche
| Classifica (2012) | Posizione massima |
| ----------------- | ----------------- |
| Giappone          | 2                 |